# Cryptocarya rubra
Espèce
Classification APG III (2009)
Cryptocarya rubra, dont le nom commun en espagnol est « peumo », est une espèce de plantes à fleurs de la famille des Lauraceae. C'est un arbuste sempervirent originaire du Chili central.

## Synonyme
- Cryptodira alba